# Bastnasita
La bastnasita es un mineral perteneciente a la clase 05 (carbonatos), según la clasificación de Strunz. La bastnasita forma un subgrupo compuesto por tres variedades minerales: bastnasita-(Ce) de fórmula (Ce, La)CO3F, bastnasita-(La) de fórmula (La, Ce)CO3F, y bastnasita-(Y) de fórmula (Y, Ce)CO3F. Predomina la bastnasita-(Ce), siendo el cerio la tierra rara más común en este grupo mineral. La bastnasita y la monacita son las dos menas principales de tierras raras.
La bastnasita fue descrita por vez primera por el químico sueco Wilhelm Hisinger en 1838. Su nombre proviene de la mina Bastnäs cerca de Riddarhyttan, Västermanland, Suecia.
También se encuentra una gran cantidad de este mineral en la Montaña Zagi, en Pakistán.

## Imágenes

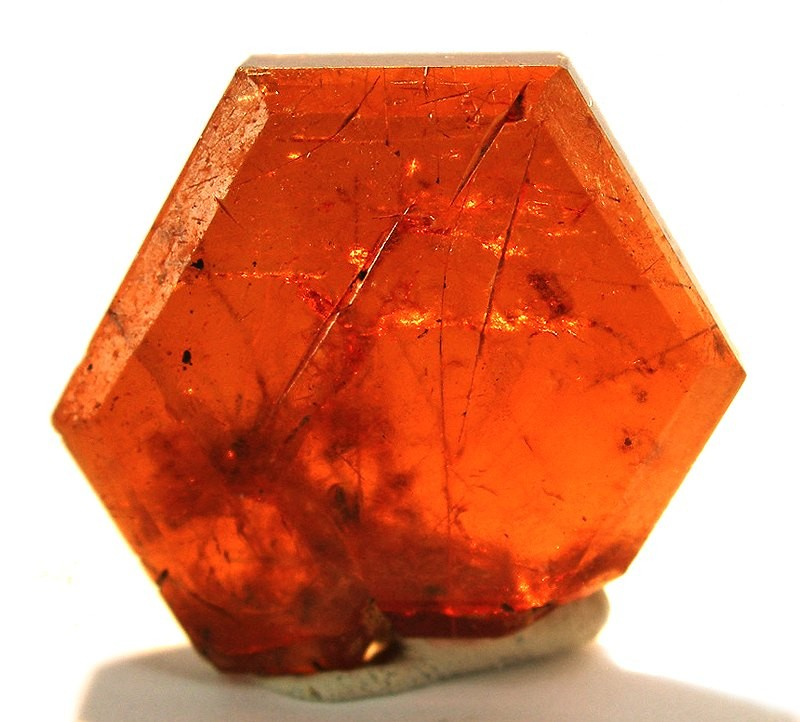
Cristal procedente de la Montaña Zagi (Pakistán). Dim.: 1,5 x 1,5 x 0,3 cm.